# Nachts sind alle Katzen grau (2019)
Nachts sind alle Katzen grau ist ein Schweizer Kurzfilm aus dem Jahr 2019.

## Handlung
Der Film handelt von Christian, einem Mann, der mit zwei Katzen zusammenlebt. Eine der Katzen lässt er im Ausland von einem Kater befruchten, damit er seinen unerfüllten Kinderwunsch erfüllen kann. Der Film ist ein Melodrama, das eine unkonventionelle Beziehung zwischen Tier und Mensch darstellt.

## Auszeichnungen
- 2019: IWC-Kurzfilmpreis am Toronto International Film Festival.[2]
- 2019: Hamptons International Film Festival, Special Jury Prize for Originality[3]
- 2019: Uppsala International Short Film Festival, Audience Award[4]
- 2020: Europäischer Filmpreis – Bester Kurzfilm[5]

### Nominierungen (Auswahl)
- 2019: Locarno International Film Festival Golden Pardino – Leopards of Tomorrow
- 2019: Philadelphia Film Festival – Best Short Film
- 2019: Message to Man in St. Petersburg, International Competition – Best Short Documentary Film
- 2020: Schweizer Filmpreis in der Kategorie Bester Abschlussfilm[6][7]